# Дваинка
Дваинка је мало ненасељено острво у хрватском делу Јадранског мора.
Налази се око 0,8 km југозападно од рта Рат на острву Зларин. Површина острва износи 0,066 km². Дужина обалске линије је 1,34 km.. Највиши врх на острву је висок 23 м.
На северозападном делу острва се налази светионик који шаље светлосни сигнал: B Bl(2) 5s•. Домет светионика је 8 mi (13 km).
- (B-бела светлост, Bl(2)- dva светлосна блеска један за другим, 5s—циклус се понавља после 5 секунда паузе.